# İnebolu
İnebolu est une ville et un district de Turquie situés dans l'ancienne Castamonie (Kastamonu en turc, Paphlagonie dans l'Antiquité).

## Géographie
Inebolu est un port sur la mer Noire, la ville s'étirant en longueur sur six kilomètres entre celle-ci, au nord, et l'extrémité occidentale de la Chaîne pontique, très boisée, au sud. La ville même abrite 10 000 habitants (le double l'été, et 27 000 dans le district d'Inebolu entier) et vit du tourisme, de la pêche et de l'industrie du bois. Administrativement elle est l'un des 20 districts de la province de Kastamonu. Le climat est méditerranéen l'été, mais continental l'hiver, avec des chutes de neige fréquentes.

## Histoire

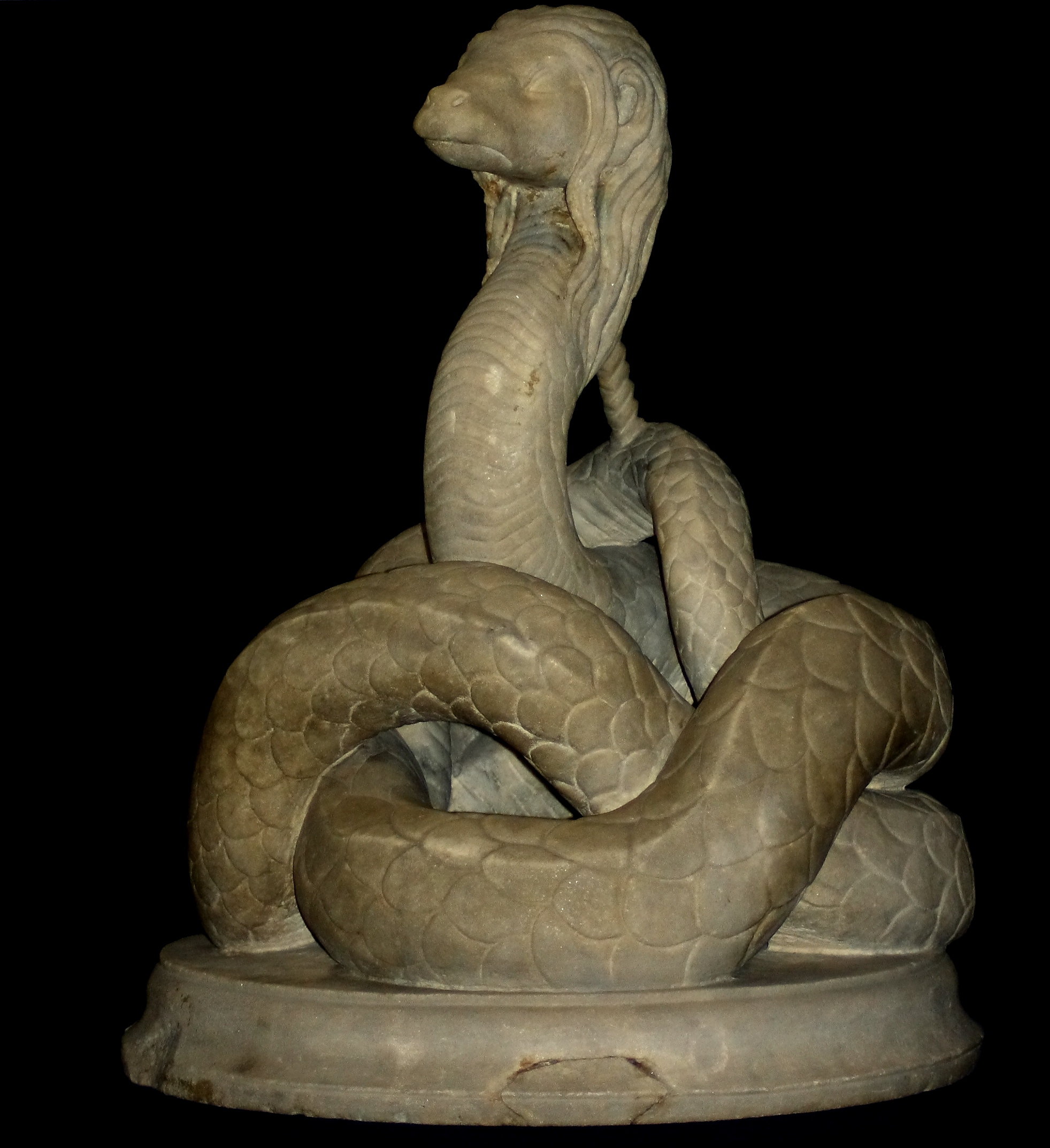
Statue de Glycon trouvée à Constanța (Roumanie)

Elle s'appelait Abonou dans l'Antiquité, et fut la patrie d'Alexandre d'Abonuteichos (Abonou-teichos : l'"enceinte d'Abonou"). Celui-ci était un prophète néopythagoricien qui fonda le culte du « Nouvel Esculape », le serpent à tête semi-humaine Glycon, qui devait répondre aux attentes de ses contemporains, car il se propagea jusqu'à Rome, dans tout l'espace danubien et la Syrie. Ce culte se caractérisait par le secret, l'initiation, le silence pendant les rituels, des fêtes à mystères et la résurrection symbolique d'un prophète. Selon Lucien, les chrétiens et les épicuriens ne pouvaient pas être initiés (Alexandre, 38 : « à la porte les chrétiens, à la porte les épicuriens »). Lucien déclare avoir rencontré personnellement Alexandre et le dépeignait comme un charlatan, intelligent mais sans scrupules, qui tirait profit de la mode des oracles, florissante au IIe siècle. Quoi qu'il en soit, il entretenait à Rome de bonnes relations qui le conduisirent pendant le règne d'Antonin le Pieux à faire rebaptiser Abonou en Ionopolis (Inebolu). C'est pourquoi, sous les règnes d'Antonin le Pieux, de Caracalla et de Maximin le Thrace, on frappa à Rome des monnaies dont le motif était le serpent Glycon rendant des oracles. Le culte survécut jusqu'au milieu du IIIe siècle, puis disparut avec la christianisation de l'Empire, mais la superstition que rencontrer un serpent est, selon la position de celui-ci, un « signe », perdure jusqu'à nos jours.

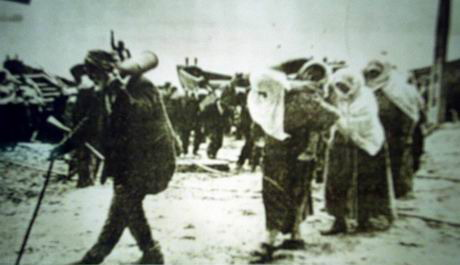
Habitants d'İnebolu portant des munitions pendant la guerre d'indépendance turque, 1919-1922

Au XIIIe siècle, İnebolu devint l'apanage de l'émirat de Gazi Çelebi, avant d'intégrer au siècle suivant l'Empire ottoman. Pendant la période ottomane, l'administration française y avait installé un bureau de poste (avec la mention « Ineboli en Castamonie »), car la ville appartenait au pachalik de Kastamonu devenu, en 1867, le vilayet de Kastamonu. Pendant la guerre d'Indépendance turque (1919-1922), la ville a servi de base de ravitaillement à l'armée de Mustafa Kemal, ce qui lui a valu la médaille de l'Indépendance en 1924. En 1925, Mustafa Kemal y a prononcé le discours d'İnebolu sur l'importance de l'éducation et des vêtements modernes.
Les Grecs pontiques chassés d'İnebolu après le traité de Lausanne (1923) se sont réfugiés à Athènes où ils ont fondé le quartier d'Inepolis à Néa Ionía.

## Film tourné à Inebolu
- 2015 : Mustang de Deniz Gamze Ergüven